# 妮可·沙纳汉
妮可·安·沙纳汉（英語：Nicole Ann Shanahan，1985年9月26日—），美国华裔律师及企业家，谷歌联合创始人谢尔盖·布林的前妻，她在2024年美國總統選舉中担任独立参选人小罗伯特·F·肯尼迪的副手。

## 生平
妮可·沙纳汉出生于加利福利亚州普莱瑟县，在加利福尼亚州奥克兰长大。她的父亲（肖恩）是爱尔兰裔兼德裔美国人，有躁郁症和精神分裂症。她的母亲（黄艾米; 结婚前叫 Hean Man Wong, 汉字不详）是来自中国广州的移民。起先在美国从事住家看护的工作，之后在牙科诊所当秘书。沙纳汉在竞选活动中声称小时候家庭条件困苦。《纽约时报》则报道其曾就读的私立高中每年学费达2.4万美元，学校未透露具体的学费补助数额。
17岁时，沙纳汉入学华盛顿州的普吉特湾大学。2007年大学毕业后，沙纳汉在西雅图的一家律师事务所工作，期间还前往北京一律所工作。她先后从事律师助理和专利专家，之后又进入圣克拉拉大学修学法律博士，于2014年毕业。毕业后她在斯坦福法学院和斯坦福计算机科学系联合附属的法律信息学中心（CodeX）担任研究员。
2013年，沙纳汉与科技投资者杰里米·克兰兹（Jeremy Kranz）订婚，沙纳汉皈依了犹太教。2014年7月，沙纳汉在太浩湖的瑜伽静修会上遇到了谷歌联合创始人谢尔盖·布林。数周后，沙纳汉与克兰兹结婚。但很快克兰兹发现其妻手机上有谢尔盖·布林的短信。婚后仅27天，克兰兹就提出离婚。
沙纳汉和谢尔盖·布林于2015年开始约会，并于2018年结婚。沙纳汉于2018年诞下一女，名为Echo，该女儿有自闭症。2021年12月，双方分居。2022年，布林提出离婚。同一时期，《华尔街日报》爆料沙纳汉曾和埃隆·马斯克有过一段短暂的恋情，沙纳汉和马斯克都予以否认。沙纳汉表示她只是和马斯克简单地讨论了下他旗下Neuralink相关的技术能否帮助治疗女儿的自闭症。《纽约时报》报道沙纳汉从和谢尔盖·布林的离婚协议中获得了10亿美元。
2023年，沙纳汉和雅各布·斯特拉姆瓦瑟（Jacob Strumwasser）缔结“爱情仪式”，但没有举办传统的婚礼，斯特拉姆瓦瑟是比特币领域一家软件公司的副总裁。
2024年超级碗上，2024年美國總統選舉独立参选人小罗伯特·F·肯尼迪砸下700万美元投放竞选广告，其中的400万美元由沙纳汉捐赠。2024年3月，小罗伯特·F·肯尼迪宣布沙纳汉为其竞选副手。小罗伯特·F·肯尼迪表示，他想要一位“能为千禧世代和Z世代发声的副总统。”

## 政治观点
沙纳汉在2016年和2020年总统选举中都支持了民主党候选人。她在2024年美國總統選舉中转而支持独立参选人小罗伯特·F·肯尼迪，她表示对民主党感到越来越失望。2024年8月23日，甘迺迪和沙納漢宣佈退出2024年總統選舉，轉而支持前總統及共和黨總統候選人當勞·特朗普。
在支持小罗伯特·F·肯尼迪前，沙纳汉亮明的关注点主要包括了生殖寿命和平等（重点为女性的生殖长寿）、刑事司法改革（将部分执法预算转用于心理和社会支援服务）和环境保护（再生农业和碳封存）这三点。
在支持小罗伯特·F·肯尼迪期间，沙纳汉表示自己不是反对疫苗接种，只是认真对待疫苗危害，并呼吁对疫苗接种风险进行更多筛查。因其女儿有自闭症，她将其归因于“环境毒素”。她声称慢性病的成因包括“环境毒素”、电磁污染和儿童时期药物和疫苗的累积性影响这三点。沙纳汉声称美国对加沙地带和乌克兰的人员伤亡负有责任，强调以色列有责任结束加沙冲突。她还支持在美墨邊界至少部分地区修建隔离墙。